# Rhaphidophora brevispathacea
Rhaphidophora brevispathacea — вид квіткових рослин із родини Araceae, роду Rhaphidophora. Це ліана, рідним ареалом якої є Нова Гвінея.